# وسائل تواصل اجتماعي

شبكة تويتر مثال على الإعلام الاجتماعي

شبكة فيسبوك مثال على إحدى وسائل الإعلام الاجتماعي

وسائط أو وسائل التواصل الاجتماعي أو الإعلام الاجتماعي (بالإنجليزية: Social Media) أحدث التطورات التي طرأت على الإنترنت والتي صاحبها ظهور العديد من تكنولوجيا ويب 2.0. بشكل عام يشير العديد من المختصين في علم الإنترنت بأن الإعلام الاجتماعي يمثل قفزة كبيرة للتواصل من خلال الشبكة العنكبوتية بشكل تفاعلي أكبر من السابق بكثير عندما كان التواصل محدوداً بمشاركة كميات قليلة جدا من المعلومات وسيطرة أكبر من مديري البيانات.

شبكة انستقرام مثال على إحدى وسائل الإعلام الاجتماعي

كما أتاح الإعلام الاجتماعي فرصًا عديدة منها قد تكون مكانًا للمتاجرة لبعض الشركات وبداية لكل المشاريع وقد يدعم بعضها المشاريع الصغيرة أيضا التشارك بالمعلومات بين جميع مشتركي الشبكة مع إمكانيات التفاعل المباشر والحر على المواقع الاجتماعية وعند نهاية كل مقال أو خبر، كما أتاح الفرصة للمتلقين بأن يصنعوا برامجهم الإذاعية أو التلفزيونية التي يحبونها ويتابعونها وذلك بطرح مقترحات لمعد البرنامج، أو المشاركة بطرح أسئلة للضيف الذي ستتم استضافته بالبرنامج، كل هذا وما صنعه الإعلام الاجتماعي مع الثورات التي اجتاحت منطقة الشرق الأوسط والإحتجاجات التي عمت العديد من الدول الأوروبية وأمريكا يعتبر إضافة جديدة إذ صنعت هذه الأحداث ما يسمى بالمواطن الصحفي، فصار الشخص الذي يعيش الأحداث أن يصورها أو يكتب عنها ويرسل ما يصور أو يكتب إلى وسائل الإعلام المتلهفة للأخبار من مناطق لم يستطع مراسلو تلك الوسائل من دخولها إما بسبب النظام الحاكم لخوفه من معرفة العالم بما يحدث أو لصعوبة الوصول للحدث الذي قد يتعدى وقته دقائق فقط فما كان من الممكن نقله للعالم إلا من خلال الذين عايشوه ووثقوه.
يشير مصطلح وسائل الإعلام الاجتماعية إلى استخدام تكنولوجيات الإنترنت والتقنيات المتنقلة (الهاتف) لتحويل الاتصالات إلى حوار تفاعلي. عرّف أندرياس كابلان ومايكل هانلين وسائل الإعلام الاجتماعية بأنها «مجموعة من تطبيقات الإنترنت التي تبني على أسس أيديولوجية والتكنولوجية من الويب 2، والتي تسمح بإنشاء وتبادل المحتوى الذي ينشئها المستخدمون.» وسائل الإعلام الاجتماعية  هي وسائل إعلام للتواصل الاجتماعي كمجموعة شاملة وراء التواصل الاجتماعي.

## تصنيف وسائل الإعلام الاجتماعية
تأخذ تكنولوجيا وسائل الإعلام الاجتماعية العديد من الأشكال بما في ذلك المجلات ومنتديات الانترنت والمدونات الاجتماعية والمدونات الصغيرة، الويكي، الشبكات الاجتماعية، المدونات الصوتية، والصور، والفيديو، وتصنيف ارتباطك الاجتماعي. وتشمل التكنولوجيا على التدوين، وتبادل الصور، مدونات فيديو، وتبادل الموسيقى والصوت عبر بروتوكول الإنترنت، على سبيل المثال لا الحصر. الشبكات الاجتماعية يمكن أن تقوم بربط العديد من البرامج المستخدمة.

## الإعلام الاجتماعي المتنقل
وتشير وسائل الإعلام الاجتماعية المتنقلة إلى مجموعة من الأجهزة المحمولة ووسائل الإعلام الاجتماعية. وهو مجموعة من التطبيقات التسويقية المتنقلة التي تتيح إنشاء وتبادل المحتوى المقدم من المستخدمين. يرجع ذلك إلى حقيقة أن وسائل الإعلام الاجتماعية المتنقلة تعمل على الأجهزة النقالة، فهي تختلف عن وسائل الإعلام الاجتماعية التقليدية من خلال أدراج عوامل جديدة مثل الموقع الحالي للمستخدم (خاصية الموقع) أو التأخير الزمني بين إرسال واستقبال الرسائل (خاصية الوقت). وفقا لأندرياس كابلان أندرياس كابلان، قد تختلف تطبيقات وسائل الإعلام الاجتماعية المتنقلة لأربعة أنواع:
1.المؤقت الفضائي (أهمية الموقع والوقت): تبادل الرسائل مع أهميتها لمكان معين عند نقطة محددة في الوقت المناسب (على سبيل المثال: الفيسبوك).
2.المؤقت المكاني (أهمية الموقع): تبادل الرسائل، مع ملاءمتها لموقع معين، والتي يتم وضع إشارة لها في مكان معين، ويتم قراءتها في وقت لاحق من الآخرين (مثال: Yelp Qype)
3. المؤقت السريع (أهمية الوقت): نقل تطبيقات الوسائل الاجتماعية التقليدية للأجهزة المحمولة لزيادة الفورية (مثل نشر رسائل تويتر أو فيسبوك وتحديثات الحالة).
4.المؤقت البطيء (لا يهتم بالمكان ولا الزمان)نقل تطبيقات الوسائط الاجتماعية التقليدية للأجهزة المحمولة (مثل مشاهدة فيديو يوتيوب أو قراءة من ويكيبيديا)

## أضرار وسائل التواصل الاجتماعي
من أضرار وسائل التواصل الاجتماعي:
1. تشجيع وتنمية الكسل: يجلس الكثيرون على وسائل التواصل الاجتماعي لفترة طويلة بسبب سهولة استخدامها وعدم الحاجة إلى بذل مجهود للحركة، ويسبب ذلك الكسل وفي بعض الأحيان يؤدي إلى السمنة بسبب عدم الحركة لفترة طويلة.
2. خطر على الأطفال: لا تسمح كثير من وسائل التواصل الاجتماعي بامتلاك هاتف للأطفال، ولكن كثيرين منهم يتحايلون بتزوير أعمارهم من اجل امتلاك حسابات لهم، ومواقع التواصل الاجتماعي اصبحت تحتوي على مواد لا ينبغي للأطفال التعرض إليها، مثل الشتائم واللقطات الإباحية.
3. عدم تعلم مهارات جديدة: يقضي الكثيرون ساعات طويلة على هواتفهم مما يحرمهم من تعلم مهارات وعلوم جديدة، مثل قراءة كتاب أو ممارسة الرياضة أو تعلم هواية جديدة، وغيرها.
4. نشر الشائعات والمعلومات المضللة: يستخدم الكثيرون مواقع التواصل الاجتماعي بهدف التحايل وتزوير المعلومات لنشر أهدافهم الخفية، بحيث يخدع الكثير من الناس بسبب هذه المعلومات الخاطئة والشائعات المنشورة.
5. يزيد من خطر الإصابة بالاكتئاب والقلق: أشارت دراسة من قِبَل الجمعية الأمريكية للطب النفسي عام 2020م إلى أن الاستخدام المفرط لوسائل التواصل الاجتماعي يسهم بزيادة معدلات الاكتئاب والتوتر والقلق لدى الأطفال والمراهقين.
6. قلة النوم والأرق: تؤثر مشاهدة وسائل التواصل الاجتماعي قبل النوم على إفراز هرمون الميلاتونين وهو الهرمون المسؤول عن النوم، مما يسبب ضعفًا في جودة النوم والأرق.
7. ضعف جهاز المناعة: أشارت دراسة في جامعة ميلان في إيطاليا إلى أن قضاء ساعات طويلة على وسائل التواصل الاجتماعي يؤثر في كفاءة وقوة جهاز المناعة وقد يتسبب بارتفاع ضغط الدم.

## إدارة وسائل الإعلام الاجتماعية
وهناك تزايد نحو استخدام أدوات الترصد في وسائل الإعلام الاجتماعية والتي تسمح للمسوِّقين البحث والتعقب وتحليل المحادثة على شبكة الإنترنت وتقصي الأخبار عن العلامة التجارية الخاصة بهم، أو حول المواضيع التي تهم.وهذا يمكن أن يكون مفيدا في إدارة العلاقات العامة، مما يتيح للمستخدم قياس العائد من الاستثمار ومراجعة حسابات المنافس ومشاركة عامة الجمهور. مجموع الأدوات من التطبيقات الأساسية مجاناً، وأدوات أكثر تعمقاً، والقائمة على الاشتراك.

## الاستخدام العالمي
بحسب ما تشير المقالة "دور الناشئة من وسائل الإعلام الاجتماعية في السياسية وتغيير النظام" ريتا سافرينك (Rita Safranek)، "إن منطقة الشرق الأوسط وشمال أفريقيا أكثر سكانها من الشباب في العالم، تحت سن 25 يشكلون ما بين 35-45 ٪ من السكان في كل بلد. وأنهم يشكلون غالبية مستخدمي وسائل الإعلام الاجتماعية، بما في ذلك حوالي 17 مليون من مستخدمي فيسبوك، 25,000 حسابات تويتر و40,000 مدونات نشطة، بحسب مجموعة المستشارين العرب.

### آثار استخدام وسائل الإعلام الاجتماعية لأغراض الأخبار
حول التلفزيون الناس من المحتوى الإعلامي المسموع إلى المحتوى الإعلامي المرئي ووقد أنشأ ظهور وسائل الإعلام الاجتماعية أمة من صانعي محتوى وسائل الإعلام. بحسب ما تشير بيانات 2011 مركز بيو للأبحاث (Pew Research)، ما يقارب 80% من البالغين في الولايات المتحدة يستخدمون الانترنت وما يقارب 60% منهم يستخدمونه في مواقع الشبكات الاجتماعية. يحصل الكثير من الأميركيين على أخبارهم عبر الإنترنت بدلا من الصحف أو الراديو، بالإضافة إلى ثلاثة أرباع الذين يقولون أنهم يحصلون على الأخبار من تحديثات البريد الإلكتروني أو مواقع الإعلام الاجتماعية، وفق تقرير نشرته سي ان ان (سي إن إن). ويشير الاستطلاع إلى أن الفيس بوك وتويتر جعلت الأخبار أكثر قابلية لتشارك التجارب عن ما كانت عليه في السابق، كما يشارك الناس المقالات الإخبارية والتعليق على مشاركات الآخرين. وفقا لسي ان ان (CNN)، وفي عام 2010 احصائية تقول أن 75٪ من الأشخاص حصلوا على أخبارهم عبر إعادة توجيهها وإرسالها عن طريق البريد الإلكتروني أو المشاركات عبر وسائل الإعلام الاجتماعية، في حين أن 37٪ من الأشخاص شاركوا الأخبار عبر الفيسبوك أو تويتر.

## الانتقادات من وسائل الإعلام الاجتماعية
انتقادات وسائل الإعلام الاجتماعية هي سهولة استخدام مناهج محددة وقدرات، والتباين في المعلومات المتاحة، المسائل المتعلقة بمصداقية وموثوقية المعلومات المقدمة، استخدام تأثير وسائل الإعلام الاجتماعية على تركيز الفرد، ملكية لمحتوى الوسائط، ومعنى التفاعلات التي تم إنشاؤها بوسائل الإعلام الاجتماعية.ورغم أن بعض المنابر الإعلامية الاجتماعية توفر للمستخدمين الفرصة للمشاركة في وقت واحد، وقد تعرضت بعض منابر الشبكة الاجتماعية للانتقاد جراء ضعف التوافق والمشاركة بين المنابر الإعلامية الأخرى مما أدى إلى إنشاء مخازن المعلومات وعزل من البيانات الواردة في منبر إعلامي واحد ومع ذلك، ثمة من يقول إن لوسائل الإعلام الاجتماعية آثار إيجابية مثل السماح بالديمقراطية على شبكة الإنترنت بينما يسمح للأفراد الإعلان عن أنفسهم وتكوين الصداقات.
بسبب الزيادة في مواقع وسائل الإعلام الاجتماعية، يبدو أن هناك علاقة طردية بين استخدام هذه الوسائل مع (تنمر على الإنترنت هي ظاهرة التسلط عبر الإنترنت لشخص معين)، الوحوش الجنسية، والنقصان في التفاعل وجها لوجه. وأيضا وسائل الإعلام الاجتماعية قد تعرض الأطفال لصور للكحول والتبغ، والسلوكيات الجنسية.
هذا فضلا عن التوظيف السياسي لمواقع التواصل الاجتماعي

### آثار على العلاقات الشخصية
تشير البيانات أن المشاركين الذين يستخدمون وسائل الإعلام الاجتماعي ما هو إلا لتلبية احتياجاتهم الاجتماعية كما كان متصورا، ولكن عادة ما يصابون بخيبة أمل. وينتمي الأفراد الوحيدون إلى الإنترنت للحصول على الدعم العاطفي.وهذا يسبب مشاكل لأنها تتعارض مع «الحياة الاجتماعية الواقعية». بعض هذه الآراء تتلخص في مقالة الأطلسي الذي كتبها ستيفن ماركي (Stephen Marche) تحت عنوان، «هل جعلنا الفيسبوك وحيدين؟» ويقول ماركي إن وسائل الإعلام الاجتماعية تتيح اتساعًا أكثر، ولكن ليس بعمق العلاقات التي يحتاج إليها البشر.على الرغم من أنه صنع نقاط مثيرة للاهتمام حول وسائل الإعلام الاجتماعية وكيفية استبدالها التفاعل وجها لوجه، ولكنه فشل في الاستشهاد ببعض مصادره.
شيري تاركل (Sherry Turkle)تستكشف قضايا مماثلة في كتابها (وحدنا معا)، كما أنها تناقش كيف يخلط الناس بين استخدام وسائل الإعلام الاجتماعية مع التواصل الحقيقي. يميل الناس إلى التصرف بشكل مختلف على الإنترنت وهم أقل خوفا لإيذاء مشاعر الآخرين. بعض السلوكيات عبر الإنترنت تسبب التوتر والقلق، والكثير من هذا مرتبط بالأصدقاء واستمرار معدل المشاركات على الإنترنت. ويرتبط هذا القلق أيضا مع الخوف من التعرض للاختراق أو من الكليات وأصحاب العمل من استكشاف صفحات وسائل الإعلام الاجتماعية وإيجاد أشياء تافهة تم نشرها. يخمن تاركل أيضا بدأ الناس يفضلون الرسائل النصية للاتصال وجها لوجه، والتي يمكن أن تسهم في مشاعر الوحدة.
العزلة الاجتماعية: أكبر شكل من العزلة الاجتماعية هي الناجمة عن مواقع الشبكات الاجتماعية، عندما ينتسب المسوِّقين إلى هذه المواقع للحد من رؤية المستخدمين وتطوير «التسويق الصناعي». التسويق الصناعي هو الشيء الذي يحدث بسبب وسائل الإعلام الاجتماعية، حيث يمكن للمسوقين متابعة أنشطة المستخدمين على شبكة الإنترنت وعمليات البحث الفردية. وهم يمنحون معلومات لمن لديهم بالفعل بعض الاهتمام، وبالتالي تلقائيا استخدام هذا لإفادتهم مزيد من المعلومات، والمنتجات، أو المصادر وكلما شابه ذلك. هذا هو شكل من أشكال الانعزالية لأنه لا يتعرض الناس إلى معلومات مختلفة، وباستمرار محاصرون بالتفكير في أنهم بحاجة إلى المزيد من المعلومات المماثلة. في بعض الأحيان لا يرون حتى أشياء أخرى قد تحدث، نظراً لفرط التعرض لنفس النوع من الأشياء.

### علاقة مواقع التواصل الاجتماعي بالاكتئاب
"مع وجود الكثير من الدراسات التي تتحدث عن الاكتئاب وعلاقته باستخدام مواقع التواصل، أصبح مشوشًا، ما هي مواقع العلاقة، خاصةً Facebook، الاكتئاب؟
حاولت دراسة حديثة في مجلة علم النفس حل الخلاف. اكتشف الباحثون رابطًا بين Facebook وSnapchat وInstagram وخفض مستوى الرفاهية أو الاكتئاب.
وفقًا للباحثين، تحدثت دراسات سابقة عن العلاقة بين استخدام وسائل التواصل الاجتماعي والاكتئاب والشعور بالوحدة لسنوات، لكنها لم تثبت أبدًا وجود علاقة سببية مباشرة، على الرغم من المحاولات السابقة لإثبات أن استخدام وسائل التواصل الاجتماعي يؤثر على الرفاه من المستخدمين، «لكننا بدأنا» سعيد ميليسا ج. هانت، أستاذ علم النفس في كلية الآداب والعلوم بجامعة بنسلفانيا وهو مؤلف مشارك في الدراسة.
لذلك صمم الباحثون تجربتهم لتشمل المنصات الثلاثة الأكثر شعبية مع مجموعة من طلاب الجامعة، ثم قاموا بجمع بيانات الاستخدام الموضوعي لهواتفهم تلقائيًا، من خلال حساب الأوقات النشطة، وليس فقط تلك التي تعمل في الخلفية.
المقارنة الاجتماعية
قام 143 طالبًا باستكمال استبيان لتحديد الحالة المزاجية والرفاهية في بداية الدراسة، بالإضافة إلى لقطات شاشة مشتركة لشاشات هواتفهم؛ لمعرفة المتوسط الأسبوعي لبيانات وسائل التواصل الاجتماعي. وجد الباحثون في نهاية دراستهم أن «استخدام وسائل التواصل الاجتماعي أقل من المعتاد يؤدي إلى انخفاض كبير في كل من الاكتئاب والشعور بالوحدة، وهذه الآثار واضحة بشكل خاص لأولئك الذين كانوا أكثر اكتئابًا عند دخولهم الدراسة»
«هذه النتائج لا تعني أنه يجب إيقاف وسائل التواصل الاجتماعي تمامًا، لكن الفكرة تكمن في الحد من وقت الشاشة على هذه التطبيقات»، علق على عدم جدوى في الفيسبوك.
تقول: «من المفارقات أن يقلل استخدامك لوسائل التواصل الاجتماعي من شعورك بالوحدة»، لكن هذا أمر منطقي، ويفسره العديد من المؤلفين للإشارة إلى وجود قدر كبير من المقارنة الاجتماعية على هذه المنصات. عندما تنظر إلى حياة الآخرين الذين تم إطلاق سراحهم، خاصة في مواقع مثل Instagram، فإننا نشعر أننا نعيش حياة سيئة.
ضع الهاتف
«ينطبق هذا العمل فقط على Facebook وInstagram وSnapchat، لذلك ليس من الواضح ما إذا كان ينطبق على الوسائط الاجتماعية الأخرى.» على الرغم من هذه التحذيرات، لم تحدد الدراسة الوقت الأمثل الذي ينبغي أن يقضيه المستخدمون على هذه المنصات أو أفضل طريقة لاستخدامها، هو إخبار الجميع: ضع هاتفك في مكان واحد، وتتكامل مع الأشخاص الحقيقيين في حياتك، فسوف تحدد بالتأكيد تحسين علم النفس الخاص بك. "" المزيد...

## الآثار الإيجابية لوسائل التواصل الإجتماعي
في هذا الكتاب «Networked – نظام التشغيل الاجتماعي الجديد» لي ريني (Lee Rainie) باري ويلمان (Barry Wellman)، مؤلفين يعكسون بالدرجة الأولى من الآثار الإيجابية لوسائل الإعلام الاجتماعية والإنترنت القائم على الشبكات الاجتماعية. وفقا للمؤلفين، يتم استخدام وسائل الإعلام الاجتماعية لتوثيق الذكريات ومعرفة واستكشاف الأمور، والإعلان عن الذات وتشكيل الصداقات. فعلى سبيل المثال، يدعون أن الاتصال من خلال الخدمات القائمة على شبكة الإنترنت أكثر خصوصية مما يحدث في الحياة الحقيقية. علاوة على ذلك، يناقش ريني وويلمان أن الجميع لديه إمكانية أن يصبح صانع للمحتوى. بذلك فإن إنشاء المحتوى يوفر للأفراد فرصاً الوصول إلى جمهور أوسع نطاقا. وعلاوة على ذلك، يمكن أن تؤثر بشكل إيجابي على مكانتهم الاجتماعية والحصول على الدعم السياسي.وهذا يمكن أن يؤدي إلى التأثير في القضايا التي تهم الشخص. وكمثال ملموس على الآثار الإيجابية لوسائل الإعلام الاجتماعية، استخدم المؤلفون الثورة المصرية في 2011، حيث يستخدم الناس الفيسبوك لعقد الاجتماعات وأعمال الاحتجاج، إلخ.

## وسائل الإعلام الاجتماعية في الفصول الدراسية
لقد كان وجود وسائل الإعلام الاجتماعية في الفصول الدراسية موضوعا مثيرا للجدل على مدى السنوات القليلة الماضية. وكان العديد من الآباء والمربين يخشون من تداعيات وجود وسائل الإعلام الاجتماعي في الفصول الدراسية.ونتيجة لذلك، تم حظر الهواتف المحمولة من الفصول الدراسية ومنعت المدارس العديد من مواقع التواصل الاجتماعي الأكثر شعبية. ومع ذلك، على الرغم من مخاوف الكبار، استخدم وسوف يستخدم الطلاب وسائل الإعلام الاجتماعية. أدركت المدارس أنهم بحاجة إلى دمج هذه الأدوات في الفصول الدراسية، وتغيير الأنظمة. مدرسة مقاطعة بيل (The Peel District School Board (PDSB في أونتاريو هي واحدة من المدارس التي بدأت بتقبل استخدام وسائل الإعلام الاجتماعية في الفصول الدراسية. في عام 2013، قدم PDSB على سياسة «إحضار الجهاز الخاص بك»، وقد أفرجت عن العديد من مواقع وسائل الإعلام الاجتماعية. بينما فوكس ومكابي (Fewkes and McCabe (2012)) بحثوا عن فوائد استخدام الفيسبوك في الفصول الدراسية.

### ويكيبيديا
في مطلع عام 2013، شجع ستيف جوردينس (Steve Joordens)، أستاذ في جامعة تورنتو، 1,900 من الطلاب المسجلين في دورة تمهيدية في علم النفس له لإضافة محتوى إلى صفحات ويكيبيديا يضم المحتويات ذات الصلة بالدورة التدريبية. مثل غيره من التربويين قال جوردينس بأن التكليف ليس فقط تعزيز محتوى الموقع المتصل بعلم النفس، ولكن أيضا توفير فرصة للطلاب القدرة على التفكير النقدي حول المفاوضات وتشارك في إنتاج المعارف التعاونية. مع ذلك، اشتكى متطوعي هيئة التحرير في ويكيبيديا أن مساهمات الطلاب أسهمت بعدد هائل من الإضافات للموقع، وأن بعض المساهمات غير دقيقة.

### الفيسبوك والفصول الدراسية
الفيسبوك يمثل أداة يمكن أن تكون مفيدة في السياقات التعليمية. أنها تسمح سواء متزامن أوغير متزامن، البدء بحوار مفتوح عبر وسيلة معروفة والوصول إليها بشكل منتظم، ويدعم دمج المحتوى متعدد الوسائط مثل التي صنعها الطلاب صور وفيديو وعناوين المواقع إلى نصوص أخرى لطلاب بالفعل لديهم معرفة بذلك.علاوة على ذلك، فإنه يسمح للطلاب الذين ليس محفزين لزيارة الأستاذ في أثناء ساعات العمل بالسؤال وطرح المزيد من الأسئلة البسيطة. كما أنه يسمح للطلاب بإدارة إعدادات الخصوصية الخاصة بهم، وكثيراً ما تعمل مع إعدادات الخصوصية التي أنشأت بالفعل كمستخدم مسجل. [محل شك][بحاجة لمصدر]

### تويتر

شعار تويتر

يعزز تويتر أيضا الصلات الاجتماعية بين الطلاب. ويمكن استخدامه لتعزيز بناء الاتصال والتفكير النقدي. دوميزي (2013) تستخدم تويتر في ندوة الدراسات العليا وتطلب من الطلاب نشر تغريدة بشكل أسبوعي لتمديد المناقشات الصفية. استخدام تويتر يفيد الطلاب لعرض المحتوى وللتواصل مع غيرهم من الطلاب. بالإضافة إلى ذلك، وجد الطلاب أنها «مفيدة مهنيا وشخصية» جونكو وهيبيرجيرت ولوكن (Junco, Heibergert, and Loken (2011)) انتهوا من دراسة 132 طالب العلاقة بين وسائل الإعلام الاجتماعي والمشاركة الطلابية ووسائل الإعلام الاجتماعية والدرجات. قسموا الطلاب إلى مجموعتين، واحدة تستخدم تويتر والآخرى لم تستخدمه. وقد تم استخدام تويتر لمناقشة المواد، وتنظيم مجموعات الدراسة، ونشر إعلانات الصف، والتواصل مع الزملاء.وجد جونكو وزملاؤه (2011) أن الطلاب في مجموعة تويتر كانت معدلاتهم أعلى وأكثر تفاعلية وتجميع للنقاط والسيطرة على المجموعة. واستعرض كلا من قاو، لو، وتشانغ (Gao, Luo, and Zhang (2012)) الأدب حول تويتر بين عامي 2008و2011 وخلصوا إلى أن التغريد يسمح للطلاب المشاركة مع بعضهم البعض في الصف، وتوسيع نطاق المناقشة خارج الصف. وأفادوا أيضا أن الطلاب يستخدمون تويتر للحصول على آخر الأخبار والتواصل مع المحترفين في هذا المجال. وأفاد الطلاب أن التدوين القصير شجعهم على «المشاركة على مستوى أعلى» لأن المشاركات لا يمكن أن تتجاوز 140 حرفا، والمطلوب من الطلاب التعبير عن أفكار تعكس وتركز على المفاهيم الهامة بأسلوب موجز. وجد بعض الطلاب أن هذا له فائدة كبيرة. طلاب آخرين لم يعجبهم التقيد بعدد أحرف محددة. أيضا وجد بعض الطلاب التدوين القصير ليصبح مميز وبارز. وأشار البحث إلى أن العديد من الطلاب لم يشاركوا بالفعل في المناقشات، «أنهم مجرد مراقبون».

### يوتيوب

شعار يويتوب

يوتيوب هو الأداة الأكثر استخداما في الفصول الدراسية من وسائل الإعلام الاجتماعية. يمكن للطلاب مشاهدة مقاطع الفيديو والإجابة على الأسئلة ومناقشة المحتوى. بالإضافة إلى ذلك، يمكن للطلاب إنشاء مقاطع الفيديو لمشاركتها مع الآخرين. ادعى كلا من شير وشيا (Sherer and Shea (2011) أن يوتيوب يحتوي على خاصية المشاركات، ولديه الطابع الشخصي (التخصيص)، والإنتاجية. وأيضا حسن يوتيوب من مهارات الطلاب الرقمية وقدم الفرصة للتعلم من الأقران وحل المشكلات وفي 2012 ووجدت أن مقاطع الفيديو حافظت على انتباه الطلاب وولدت الاهتمام بالموضوع، وأضحت المحتوى الدراسي. بالإضافة إلى ذلك، أفاد الطلاب أن مقاطع الفيديو ساعدتهم على استحضار المعلومات ووضع تصور للتطبيقات في العالم الحقيقي وبالطبع مفاهيمه.

### انستجرام

شعار انستجرام

انستجرام هو تطبيق مجاني لتبادل الصور وشبكة اجتماعية أيضًا، وأطلق في أكتوبر عام 2010 ومستحوذ حاليا من فيسبوك، ويتيح للمستخدمين التقاط صورة وإضافة فلتر رقمي إليها ثم مشاركتها في مجموعة متنوعة من خدمات الشبكات الاجتماعية وشبكة إنستغرام نفسها.
وكان دعم إنستغرام في البداية على الآي فون والآي باد والآي بود تاتش، وفي أبريل 2012 تمت إتاحته على منصة أندرويد فرويو (2.2)، يتم توزيعه عبر متجر آيتونز وجوجل بلاي، وفي يونيو 2013 جرى وضع تطبيق تصوير الفيديو بالشكل المتقطع للمستخدمين.

### سناب شات

شعار سناب شات

سناب شات هو تطبيق مجاني لتبادل الصور والفيديوهات والرسائل،ظهر لأول مرة عام 2011، ونجح مسؤولو الشركة في جعله من التطبيقات الكبرى الناجحة التي تحظى بمتابعة الملايين، واشترى في صفقات ضخمة تطبيقات أخرى ضمها إليه، ورفض مالكوه بيعه إلى شركات عملاقة بينها فيسبوك وغوغل.
يسمح سناب شات بنشر الصور والفيديوهات عبر الوسائط الذكية، ويحذف المنشور بشكل تلقائي بعد 24 ساعة، كما يدعم فتح أكثر من حساب يرتبط ببريد إلكتروني منفصل.